# Casa al carrer Major, 19 (l'Arboç)
La Casa al carrer Major, 19 és una obra de l'Arboç (Baix Penedès) inclosa a l'Inventari del Patrimoni Arquitectònic de Catalunya.

## Descripció
És un edifici de grans dimensions. La façana principal que dona al carrer Major consta de tres plantes. Els baixos tenen dues portes allindades. El pis noble presenta una gran balconada que recorre tota la façana i que és compon d'una barana de ferro forjat i de dues portes balconeres. El segon pis té dos balcons amb barana de ferro i una sola porta balconera. El tercer pis presenta dues portes balconeres amb barana de ferro. Els darreres de l'edifici donen al carrer Andreu Lleonart. Podem observar-hi dues plantes, les dues compostes per unes grans galeries porticades amb quatre arcs de mig punt.

## Història
L'edifici és deshabitat i molt abandonat, sobre tot la façana principal.